# Хайн, Хильда
Хильда Кэти Хайн (англ. Hilda Cathy Heine; род. 6 апреля 1951, атолл Маджуро) — маршалльский педагог и политик, президент Маршалловых Островов с 3 января 2024 года. Ранее она занимала эту должность с 28 января 2016 по 13 января 2020 года. До вступления в должность она была министром образования. Хайн — первый человек на Маршалловых Островах, получивший степень доктора наук. Является основателем группы по правам женщин.

## Образование
Хайн училась в колледже в США. В 1970 году она получила степень бакалавра в Орегонском университете, в 1975 году — степень магистра в Гавайском университете, а 2004 году — степень доктора педагогики в Университете Южной Калифорнии.
В 2019 году она получила степень почетного доктора философии в католическом университете Фужэнь.

## Карьера

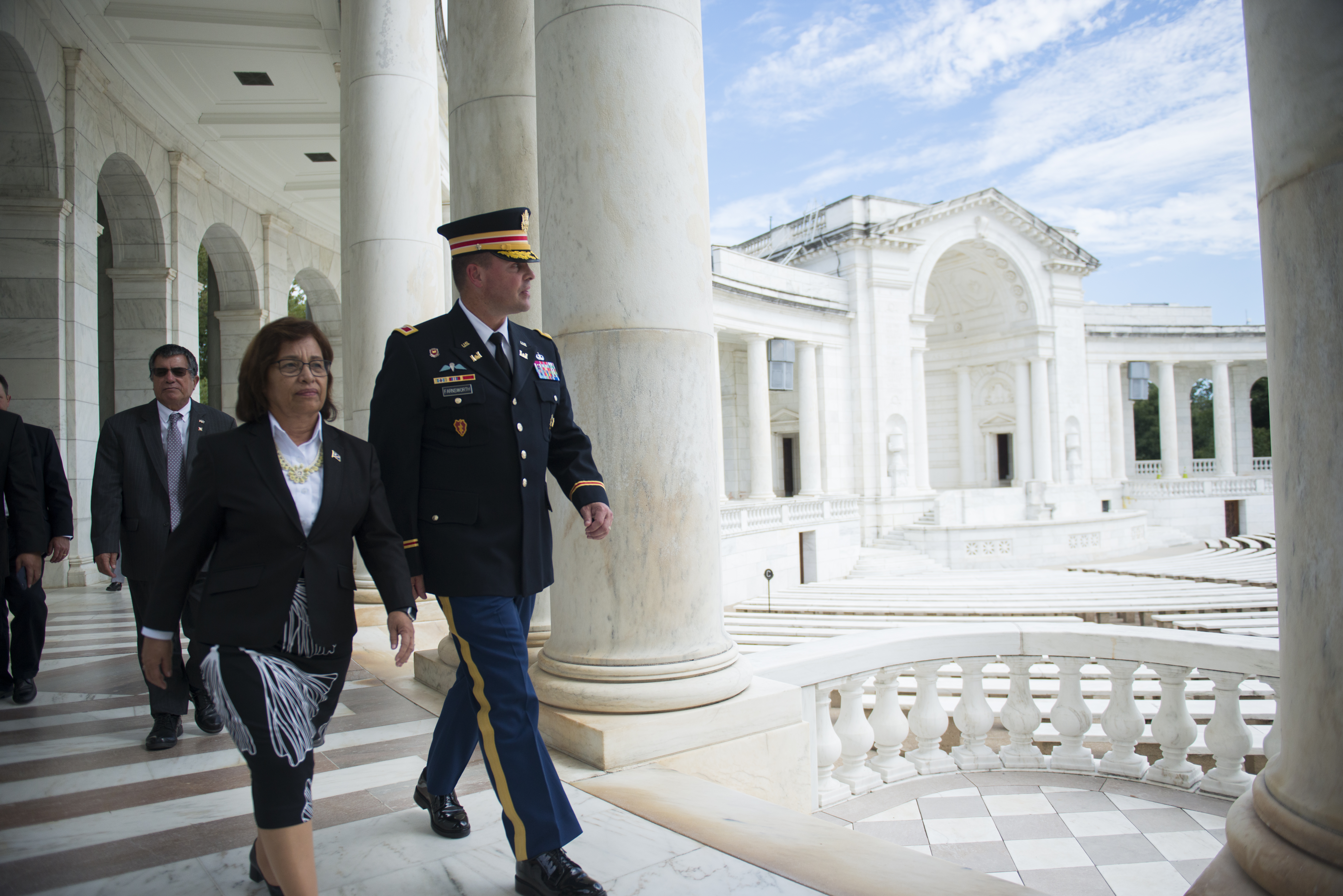
Президент Маршалловых Островов Хильда Хайн идёт по Мемориальному амфитеатру на Арлингтонском национальном кладбище, 12 сентября 2017 года

С 1975 по 1982 годы Хайн работала в Marshall Islands High School, главной общественной школе Маджуро, сначала — учителем, затем, с 1980 года, — школьным консультантом. В 2000 году Хайн основала группу по правам женщин Маршалловых островов (WUTMI). С 2005 года она работала директором подразделения тихоокеанских ресурсов в образовании в Центре по оказанию комплексной помощи тихоокеанским островам. В 2009 году Хайн участвовала в тихоокеанской партнёрской образовательно программе по вопросам изменений климата. Она также была связана с Консультативным советом руководителей Тихоокеанской комиссии по образованию в Микронезии и людских ресурсов целевой группы по охране здоровья.
Представляя атолл Аур в Законодательном собрании Маршалловых Островов, она стала министром образования.
Хайн была единственным кандидатом на выборах, состоявшихся 27 января 2016 года после отстранения от власти вотумом недоверия президента Кастен Немра всего через две недели после его инаугурации, и получила голоса 24 членов Конгресса из 33: шестеро воздержались и трое отсутствовали. Хайн была приведена к присяге 28 января 2016 года, она стала первой женщиной в истории тихоокеанских островных государств, занявшей пост президента.
12 ноября 2018 года Хайн пережила вотум недоверия: 16-16 голосов, что меньше необходимых 17 голосов. Хайне и Китланг Кабуа были единственными двумя женщинами, избранными на всеобщих выборах на Маршалловых Островах в 2019 году. 6 января 2020 года она проиграла свою заявку на переизбрание при голосовании 12-20 против Дэвида Кабуа.
По итогам выборов 2023 года была вновь избрана президентом Маршалловых островов.